# 石蟹
石蟹（いしが）は、岡山県新見市にある大字。郵便番号は718-0015。

## 地理
新見市南部に位置する。伯備線石蟹駅が所在し、国道180号が通っている。

## 歴史

### 地名の由来
和名抄には伊波加称（いわかしょう）と掲載されており、十河直樹は「イワ」が岩や石、「カ」は崖を意味するものと推定している。また、上古吉備津彦命が蟹梟師（かにたける）という土賊を退治した伝説から付けられたという言い伝えがある。

### 年表
- 1889年（明治22年）6月1日 - 哲多郡石蟹村、長屋村、井倉村、法曽村の4村が合併して石蟹郷村の大字となる[2]。
- 1900年（明治33年） - 哲多郡の統合に伴い、阿哲郡石蟹郷村の大字となる[2]。
- 1928年（昭和3年）10月 - 伯備線が全線開通し、石蟹駅が設置される[2]。
- 1954年（昭和29年）6月1日 - 周辺7町村の合併に伴い新見市の大字となる[2]。

## 小・中学校の学区
町立小・中学校に通う場合、学区は以下の通りとなる。
|      | 小学校               | 中学校               |
| ---- | -------------------- | -------------------- |
| 石蟹 | 新見市立新見南小学校 | 新見市立新見南中学校 |

## 交通

### 鉄道
- 西日本旅客鉄道伯備線
  - 石蟹駅

### 道路
- 国道180号
- 岡山県道33号新見川上線
- 岡山県道475号本郷石蟹線

## 施設
- 新見市立新見南小学校
- 新見市立新見南中学校